# Still Got the Blues
Still Got the Blues – solowy album gitarzysty Gary Moore'a z 1990 r., nagrany z towarzyszeniem wielu znanych muzyków.
Własne kompozycje gitarzysty przeplatane są interpretacjami bluesowych standardów. Dedykowana Peterowi Greenowi płyta, wydana 26 marca 1990 przez Virgin, stała się sukcesem komercyjnym Moore’a (miała kilka reedycji). W 1991 r. ukazało się jej polskie wydanie (LP Polskie Nagrania „Muza” SX 2955).
W roku 2008 solo z utworu zostało uznane przez sąd za plagiat.

## Lista utworów
Strona A
| 1. | „Moving On” (G. Moore) - Gary Moore - gitara, śpiew - Mick Weaver – fortepian - Andy Pyle – gitara basowa - Graham Walker – perkusja | 2:40  |
|    | |       |
| 2. | „Oh Pretty Woman” (A.C. Williams) - Gary Moore - gitara, śpiew - Albert King – gitara - Don Airey – organy Hammonda - Andy Pyle - gitara basowa - Graham Walker - perkusja - Raoul D'Olivera – trąbka - Frank Mead – saksofon altowy i tenorowy - Nick Pentelow – saksofon tenorowy - Nick Payn – saksofon barytonowy | 4:25  |
|    | |       |
| 3. | „Walking By Myself” (Jimmy Rodgers) - Gary Moore - gitara, śpiew - Mick Weaver - fortepian - Andy Pyle - gitara basowa - Graham Walker - perkusja - Frank Mead - harmonijka | 2:56  |
|    | |       |
| 4. | „Still Got The Blues” (G. Moore) - Gary Moore - gitara, śpiew - Don Airey - instrumenty klawiszowe, dyrygent sekcji smyczkowej - Nicky Hopkins – fortepian - Andy Pyle - gitara basowa - Graham Walker - perkusja - Gavin Wright - pierwsze skrzypce w sekcji smyczkowej                                              | 6:11  |
|    | |       |
| 5. | „Texas Strut” (G. Moore) - Gary Moore - gitara, śpiew - Don Airey - organy Hammonda - Bob Daisley – gitara basowa - Brian Downey – perkusja | 4:51  |
|    | |       |
|    | | 21:03 |
|    | |       |
Strona B
| 1. | „Too Tired” (Johnny „Guitar” Watson/Maxwell Davies/Saul Bihari) - Gary Moore - gitara, śpiew - Albert Collins – gitara - Don Airey - fortepian - Andy Pyle - gitara basowa - Graham Walker - perkusja - Stuart Brooks – trąbka - Frank Mead - saksofon altowy - Andrew Hamilton – saksofon tenorowy - Nick Payn - saksofon barytonowy | 2:51  |
|    | |       |
| 2. | „King Of The Blues” (G. Moore) - Gary Moore - gitara, śpiew - Don Airey - organy Hammonda - Andy Pyle - gitara basowa - Brian Downey - perkusja - Raoul D'Olivera - trąbka - Frank Mead - saksofon altowy i tenorowy - Nick Pentelow - saksofon tenorowy - Nick Payn - saksofon barytonowy                                            | 4:36  |
|    | |       |
| 3. | „As The Years Go Passing By” (Dan Malone) - Gary Moore - gitara, śpiew - Don Airey - organy Hammonda - Nicky Hopkins - fortepian - Bob Daisley - gitara basowa - Brian Downey - perkusja - Frank Mead - saksofon tenorowy - Nick Payn - saksofon barytonowy                                                                           | 7:44  |
|    | |       |
| 4. | „Midnight Blues” (G. Moore) - Gary Moore - gitara, śpiew - Mick Weaver - fortepian elektryczny - Andy Pyle - gitara basowa - Graham Walker - perkusja - Gavin Wright - pierwsze skrzypce w sekcji smyczkowej (dyr. Don Airey) | 4:59  |
|    | |       |
|    | | 20:10 |
|    | |       |

### Wydanie na CD rozszerzone o utwory
10. „That Kind Of Woman” (George Harrison) 4:30 
- George Harrison – gitara slide, gitara rytmiczna, podkład wokalny;
- Martin Drover – trąbka;
- Bob Daisley - gitara basowa;
- Nicky Hopkins - fortepian;
- Frank Mead - saksofon altowy i tenorowy;
- Nick Payn - saksofon barytonowy;
- Nick Pentelow - saksofon tenorowy;
- Graham Walker - perkusja

11. „All Your Love” (Otis Rush) 3:42 
- Mick Weaver - organy Hammonda;
- Andy Pyle - gitara basowa;
- Graham Walker - perkusja

12. „Stop Messin' Around” (Clifford Adams, Peter Green) 3:53 
- Andy Pyle - gitara basowa;
- Mick Weaver - fortepian elektryczny;
- Frank Mead - saksofon altowy i tenorowy;
- Graham Walker - perkusja

### Reedycja z 2003 (po remasteryzacji) rozszerzona o utwory
- 13. The Stumble (Freddie King, Sonny Thompson) 3:00
- 14. Left Me With The Blues (G. Moore)	3:05
- 15. Further On Up The Road (G. Moore)	4:08
- 16. Mean Cruel Woman (G. Moore) 2:47
- 17. The Sky Is Crying 	(Elmore James) 4:53

## Informacje uzupełniające
- Producent, inżynier dźwięku, miksowanie - Ian Taylor
- Producent - Gary Moore
- Asystenci inżyniera dźwięku - Greg Muden, Hayden Bendall, Marcus Draws, Noel Harris, Steve Fitzmaurice, Stuart Day
- Pomysł okładki - Gary Moore
- Projekt graficzny - Bill Smith Studio
- Zdjęcia (wkładka/booklet) – Darren Hughes
- Zdjęcia (okładka) – Gered Mankowitz
- Aranżacje smyczków - Don Airey i Gary Moore